# Брани (зупинний пункт)
Брани́ — пасажирська зупинна залізнична платформа Рівненської дирекції Львівської залізниці.
Розташована в селі Брани Горохівський район, Волинської області на лінії Львів — Ківерці між станціями Стоянів (8 км) та Горохів (8 км).
Станом на грудень 2016 р. на платформі зупиняються приміські поїзди.